# Rhinolophus trifoliatus
Rhinolophus trifoliatus là một loài động vật có vú trong họ Dơi lá mũi, bộ Dơi. Loài này được Temminck mô tả năm 1834.

## Hình ảnh

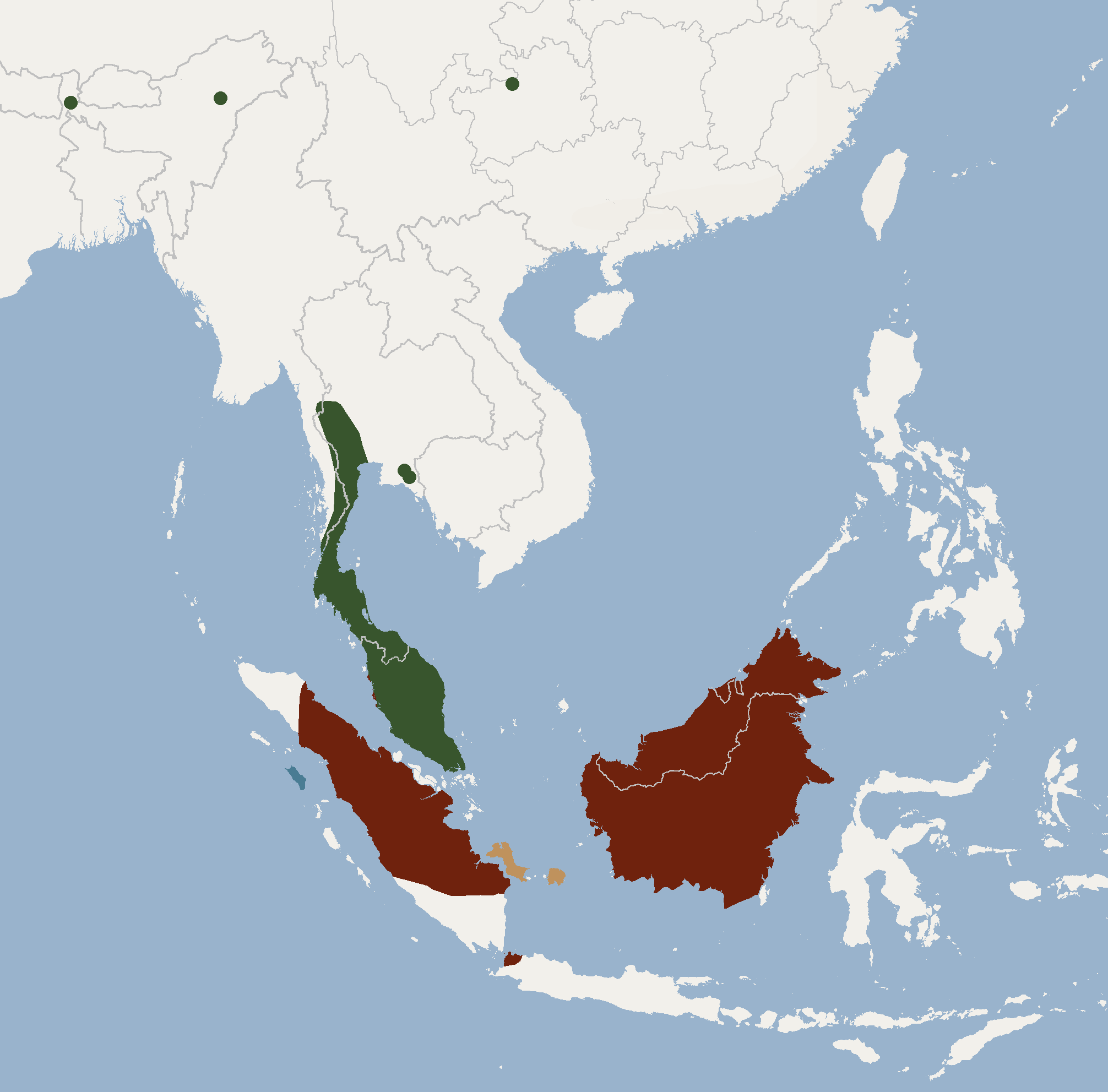